# Rajon Fastiw
Der Rajon Fastiw (ukrainisch Фастівський район/Fastiwskyj rajon; russisch Фастовский район/Fastowski rajon) ist ein ukrainischer Rajon mit etwa 180.000 Einwohnern. Er liegt in der Oblast Kiew und hat eine Fläche von 1761 km², der Verwaltungssitz befindet sich in der namensgebenden Stadt Fastiw.

## Geographie
Der Rajon liegt im Westen der Oblast Kiew und grenzt im Norden an den Rajon Butscha, im Nordosten an die Stadt Kiew, im Osten an den Rajon Obuchiw, im Süden an den Rajon Bila Zerkwa sowie im Westen an den Rajon Schytomyr (in der Oblast Schytomyr gelegen).

## Geschichte
Der Rajon wurde am 7. März 1923 gegründet, seit 1991 ist er Teil der heutigen Ukraine.
Am 17. Juli 2020 kam es im Zuge einer großen Rajonsreform zur Auflösung des alten Rajons und einer Neugründung unter Vergrößerung des Rajonsgebietes um die Rajone Kiew-Swjatoschyn (westliche Teile), Makariw und Wassylkiw (nördliche Teile) sowie der bis dahin unter Oblastverwaltung stehenden Stadt Fastiw.

Rajon Fastiw bis Juli 2020
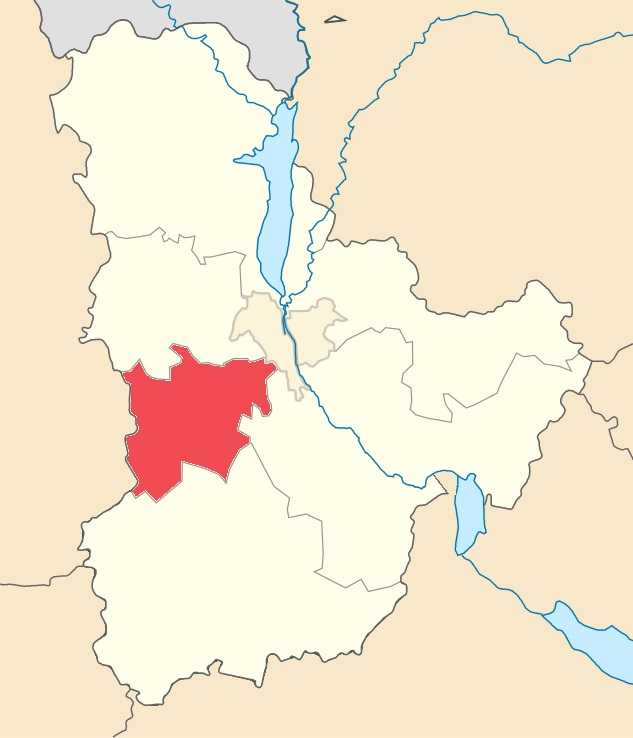
Rajonsgebiet ab Juli 2020

## Administrative Gliederung
Auf kommunaler Ebene ist der Rajon in 9 Hromadas (2 Stadtgemeinden, 4 Siedlungsgemeinden und 3 Landgemeinden) unterteilt, denen jeweils einzelne Ortschaften untergeordnet sind.
Zum Verwaltungsgebiet gehören:
- 2 Städte
- 5 Siedlungen städtischen Typs
- 100 Dörfer
- 2 Ansiedlungen

Die Hromadas sind im Einzelnen:
- Stadtgemeinde Fastiw
- Stadtgemeinde Bojarka
- Siedlungsgemeinde Kalyniwka
- Siedlungsgemeinde Koschanka
- Siedlungsgemeinde Hlewacha
- Siedlungsgemeinde Tschabany
- Landgemeinde Byschiw
- Landgemeinde Hatne
- Landgemeinde Tomaschiwka